# Jordbävningen i Newcastle 1989
Jordbävningen I Newcastle 1989 uppmättes till 5,6 på Richterskalan och inträffade i Newcastle, New South Wales den 28 december 1989, klockan 10:27 på förmiddagen. Det var en av de allvarligare naturkatastroferna i Australien, och dödade över 13 personer och skadade över 160. Notan uppskattades till A$4 miljarder (inklusive en försäkrad förlust på $1 miljarder). Det var den första nedtecknade jordbävningen i Australien att kräva människoliv.
Effekterna kändes av inom ett område på 200 000 m2 i New South Wales, med enstaka rapporter om rörlighet i vissa områden på 800 kilometers avstånd från Newcastle. Skador på byggnader och anläggningar beräknades över ett område på 9 000 km².

## Dödssiffra och skadade byggnader
Den högsta dödssiffran beräknades på Newcastle Workers Club, där golvet kollapsade och nio personer dödades och många fler blev instängda under rasmassorna.  Ytterligare tre personer krossades till döds under kollapsade markiser vid Beaumont Street, Hamilton, en innerstadsförort till Newcastle. Efter att en kvinna från Broadmeadow dödförklarats i ett skalv relaterat till den stora jordbävningen, höjdes dödssiffran till 13 personer.
Jordbävningen orsakade skador på över 35 000 hem, 147 skolor och 3 000 affärsbyggnader och liknade ställen, med betydande skador på över 10 000 hem (skador för över $1 000) och 42 skolor (strukturella skador), inom området närmast Newcastle. 
Antalet människor i staden på jordbävningsdagen var lägre än vanligt, eftersom stadens busschaufförer strejkade. Jordbävningen slog till just då lokala TV-stationen NBN intervjuade en fackföreningsrepresentant.

## Fakta
- Döda: 13 totalt, inklusive;
  - 9 personer dödade vid Newcastle Workers Club
  - 3 personer dödade vid Beaumont Street, Hamilton
  - 1 person som dog av jordbävningsrelaterat skalv
- Skador: 160 personer lades in på sjukhus.
- Skadade byggnader: 50 000 byggnader skadades; omkring 80% av dem var hem.
- Rivningsarbete: 300 byggnader revs, inklusive över 100 hem.
- Effekt på människan: 300 000 drabbades, och 1 000 blev hemlösa
- Kostnad: Den totala finansiella kostnaden uppskattades till cirka A$4 billion.
- Känning: Uppskattades till 800 km² runt epicentrum.
- Richtermagnitud: 5.6
- Epicentrum: Boolaroo
- Efterskalv: Ett efterskalv (M 2,1 på Richterskalan) nedtecknades den 29 december 1989.[1]

## Orsaker
Under tidigt 2007 menade en amerikansk akademiker att kolgruvorna i området utlöste skalvet, fastän jordbävningsaktivitet i området funnits åtminstone sedan den vite mannen började bosätta sig där. Detta menades även i rapporter från Dr David Denholm, från Geosciences Australia, som hävdade att skalvet inträffade en bit från gruvdriften:
"The depths of the focus of the earthquake was about 13, 14 kilometres, whereas the ones associated with mining, they're actually right close to the mine, because that's where the stress release takes place".
Trots skalvet tillkom inga regler för jordbävningsanpassade byggnader i staden kommit.

## I populärkultur
Bland sånger om skalvet återfinns bland andra "Earthquakin'", inspelad i januari 1990 av Newcastle-skabandet The Porkers och "Faultline" av australiska rockbandet Silverchair från 1995.  Silverchairs sångare Daniel Johns förlorade en barndomsvän i skalvet. Patrick Cullens "What Came Between", en samling berättelser , börjar med skalvet.

### Fotnoter
1. 1 2 3 4 5 6  ”Newcastle earthquake”. Newcastle City Council. Arkiverad från originalet den 23 maj 2009. https://web.archive.org/web/20090523211000/http://www.newcastle.nsw.gov.au/discover_newcastle/local_history/newcastle_earthquake. Läst 6 maj 2009.
2. 1 2  ”Mining triggered Newcastle quake, says US academic”. ABC News Online. 9 januari 2007. Arkiverad från originalet den 3 april 2009. https://web.archive.org/web/20090403103913/http://www.abc.net.au/news/newsitems/200701/s1823536.htm. Läst 6 maj 2009.
3. ↑  ”Earthquakes”. Emergency Disaster Management Inc. http://www.emergency-management.net/earthqu1.htm. Läst 6 maj 2009.
4. ↑  C. Sinadinovski, T. Jones, D. Stewart, And N. Corby. ”Earthquake Factsheets - Newcastle”. Geoscience Australia. Arkiverad från originalet den 28 maj 2008. https://web.archive.org/web/20080528061019/http://www.ga.gov.au/image_cache/GA4189.pdf. Läst 20 mars 2008.
5. ↑  ”Australian experts reject Newcastle quake claims”. ABC News Online. 9 januari 2007. http://www.abc.net.au//news/stories/2007/01/09/1823667.htm.
6. ↑  ”Earthquake History, Regional Seismicity And The 1989 Newcastle Earthquake”. Geoscience Australia. 22 juni 2004. Arkiverad från originalet den 26 augusti 2004. https://web.archive.org/web/20040826220212/http://www.ga.gov.au/urban/factsheets/earthquakes_newcastle.jsp.
7. ↑  ”Behind the News (ABC TV news program)”. 16 november 2007. Arkiverad från originalet den 26 april 2009. https://web.archive.org/web/20090426190103/http://www.abc.net.au/tv/btn/stories/s2041720.htm.
8. ↑  ”What Came Between (Book)”. 9 april 2011. Arkiverad från originalet den 17 juli 2009. https://web.archive.org/web/20090717114746/http://www.scribepublications.com.au/book/whatcamebetween.